# Sintflutbrunnen (Bydgoszcz)

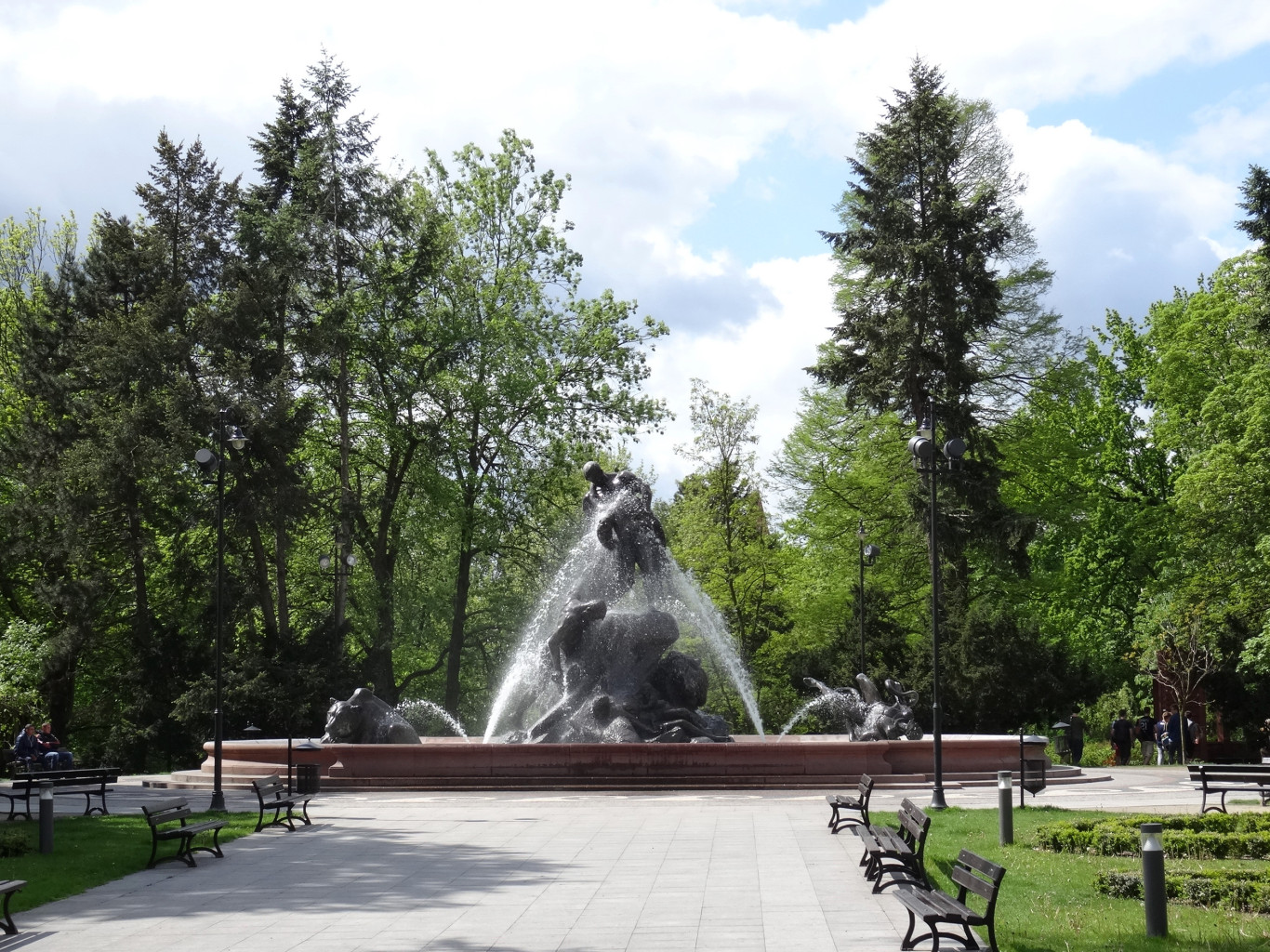
Der Sintflutbrunnen in Bydgoszcz

Der Sintflutbrunnen in der polnischen Stadt Bydgoszcz ist eine imposante, mehrfigurige Brunnenanlage mit Wasserspiel im Kasimir-der-Große-Park. Die Anlage wurde 1904 eingeweiht und 1943 zerstört; die erneute Einweihung erfolgte 2014.

## Planung und Bau
Mitte September 1897 regte die preußische Landes-Kunst-Kommission zur Förderung der bildenden Künste die Herstellung eines monumentalen Brunnens und seine Aufstellung in einer größeren Provinzialstadt an; die Kosten des Entwurfs und der Ausführung im Betrag von 60.000 bis 75.000 Mark sollten aus dem staatlichen Fonds für Kunstwerke bestritten, die Kosten für Aufstellung, Einrichtung der Brunnenanlage, Wasserzuführung, Platzregulierung usw., die auf 20.000 bis 25.000 Mark veranschlagt wurden, dagegen von der betreffenden Stadt getragen werden. Für diesen Brunnen in Aussicht genommen wurde die Stadt Bromberg.
Bereits am 25. April 1898 hatte der preußische Kultusminister das Preisausschreiben zur Erlangung eines Modells für den Brunnen erlassen. Alle preußischen und in Preußen lebenden deutschen Bildhauer waren zum Wettbewerb zugelassen; ein Motiv wurde nicht vorgeschrieben, sondern nur gesagt, dass der Brunnen freistehend entwickelt und die Bildwerke in Bronze ausgeführt werden sollten. 44 Entwürfe gingen ein, deren Prüfung am 5. und 6. Dezember 1898 durch die Mitglieder der Landes-Kunstkommission und zwei Vertreter der Stadt Bromberg erfolgte.
Der erste Preis wurde einstimmig dem Entwurf des Berliner Bildhauers Ferdinand Lepcke mit dem Motiv Sintflut zuerkannt und dieser für die Ausführung bestimmt. Sechs Jahre vergingen, bis die künstlerische Ausführung des umfangreichen Werkes, der Bronzeguss, welcher der Bildgießerei Noack & Gladenbeck in Friedrichshagen bei Berlin übertragen war, die mannigfachen Steinmetz-, Maurer- und Fundamentierungsarbeiten beendet waren. Vor der Aufstellung am Bestimmungsort wurde die von Lepcke geschaffene Mittelgruppe, die eine Szene aus der Sintflut darstellt, auf der Großen Berliner Kunstausstellung vom 2. Mai bis zum 4. Oktober 1903 gezeigt.
Am 23. Juli 1904 wurde der Brunnen enthüllt und der Stadt vom preußischen Kultusminister übergeben. Noch einmal beinahe vier Jahre dauerte es danach, bis die sehr schwierige Frage der Wasserversorgung des Brunnens und des Wasserspiels gelöst war, um die sich der fachkundige Stadtrat Metzger bemühte, und das letzte Steinchen, in das das Wasserbecken umgebende Mosaikpflaster eingelegt war. Die Gesamtkosten überstiegen letztendlich den angesetzten Betrag von 100.000 Mark; sie wurden zu einem Viertel von der Stadt Bromberg und zu drei Vierteln vom preußischen Staat übernommen.

## Skulptur und Symbolik
Der gesamte Aufbau des Brunnens ist bis zum Scheitel der Hauptfigur etwa acht Meter hoch. Er stellt auf drei in einem länglichen Wasserbecken verteilten Felsmassen eine Sintflutszene dar und gliedert sich in eine mittlere Hauptgruppe und zwei seitliche Nebengruppen, deren Motive leicht verständlich sind. Ursprünglich waren nur die Figuren dieser drei Gruppen in Bronzeguss vorgesehen (aus einer Legierung von 93 Prozent Kupfer und sieben Prozent Zinn). Aus künstlerischen Gründen wurden aber dann auch die zuerst in rötlichem Sandstein geplanten Felsmassen in Bronze ausgeführt. Der Rand der Beckenanlage ist aus wetter- und wasserbeständigem rötlichen Sandstein, die Stufen des Beckens sind aus grauem schlesischem Granit gefertigt.
Aus dem Felsen der Hauptgruppe, auf dem Menschen und Tiere, angesichts der furchtbaren Not friedlich vereint, vorläufig Rettung vor dem steigenden Wasser gefunden haben, durften sich im Einklang mit der Sintflutthematik natürlich keine großen Wassermengen ergießen. Es rieseln daher aus ihm nur kleine Gewässer tropfend herab. Um aber Bewegung in das Wasser zu bringen und den Wasserinhalt des Beckens ständig in Zirkulation zu halten, werden aus Röhren am Grunde des Bassins zwischen der Mittelgruppe und den Seitengruppen dicke Wasserstrahlen gegen diese gespritzt; dadurch entstehen am Fuß der Felsen wellenartige Bewegungen, die den Anschein des Steigens der Flut erwecken.

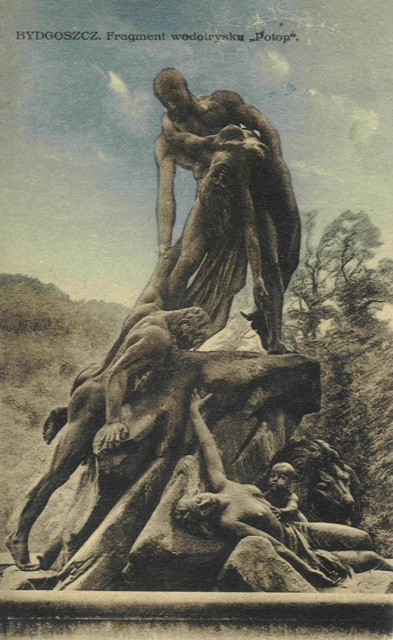
Sintflutbrunnen im Regierungsgarten ca. 1914
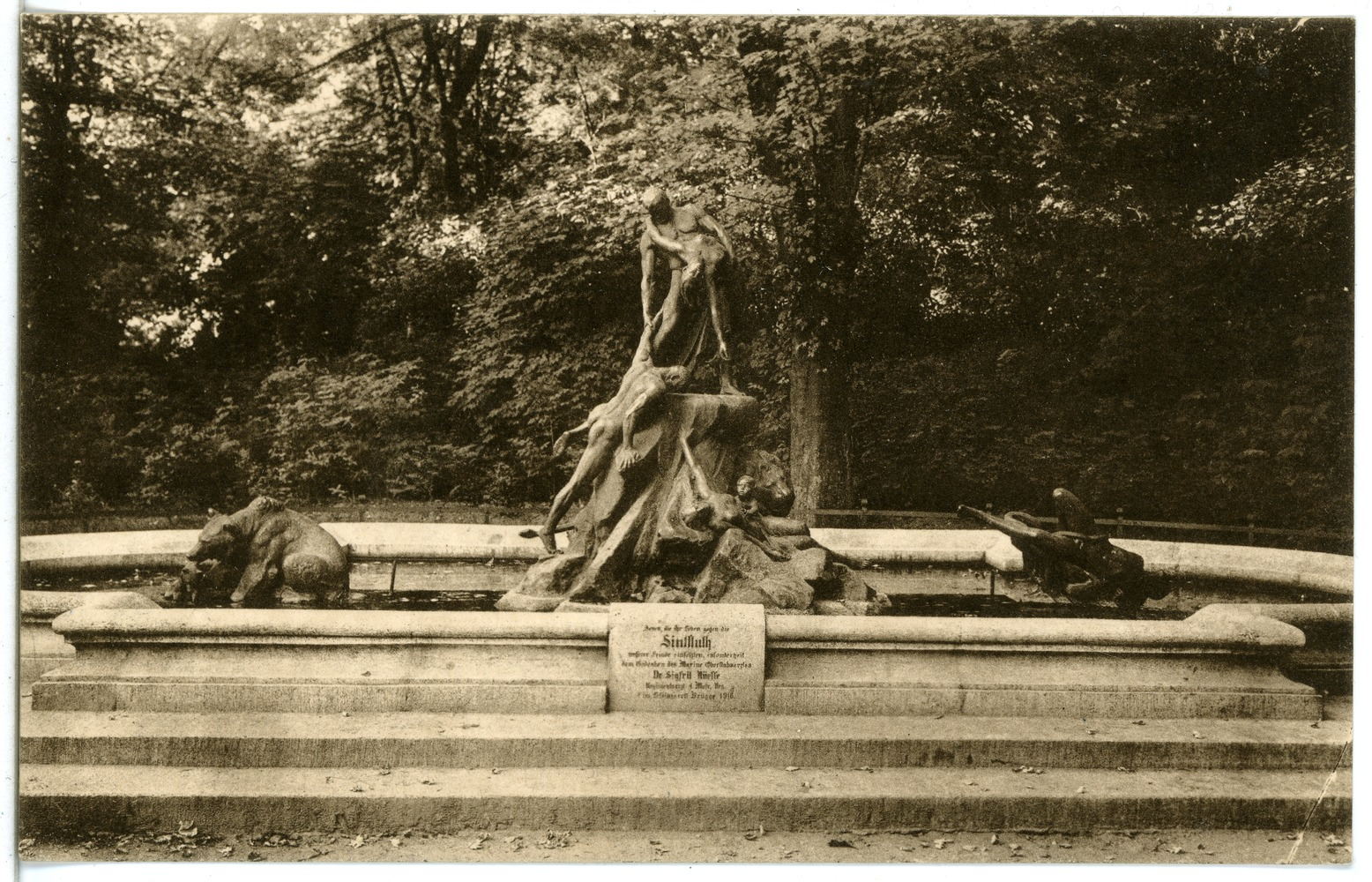
Sintflutbrunnen (Eisleben, 1919)
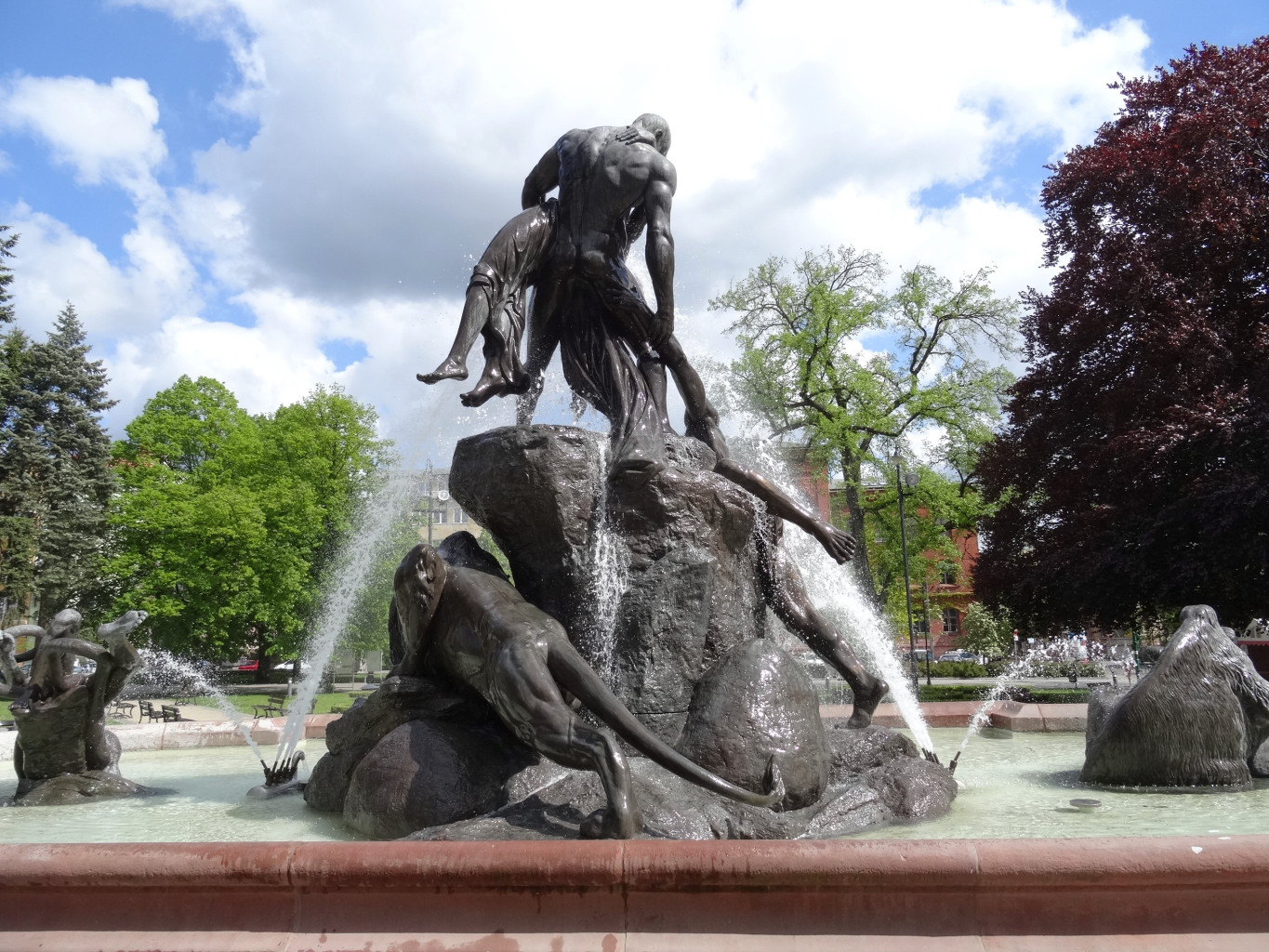
Brunnendetails
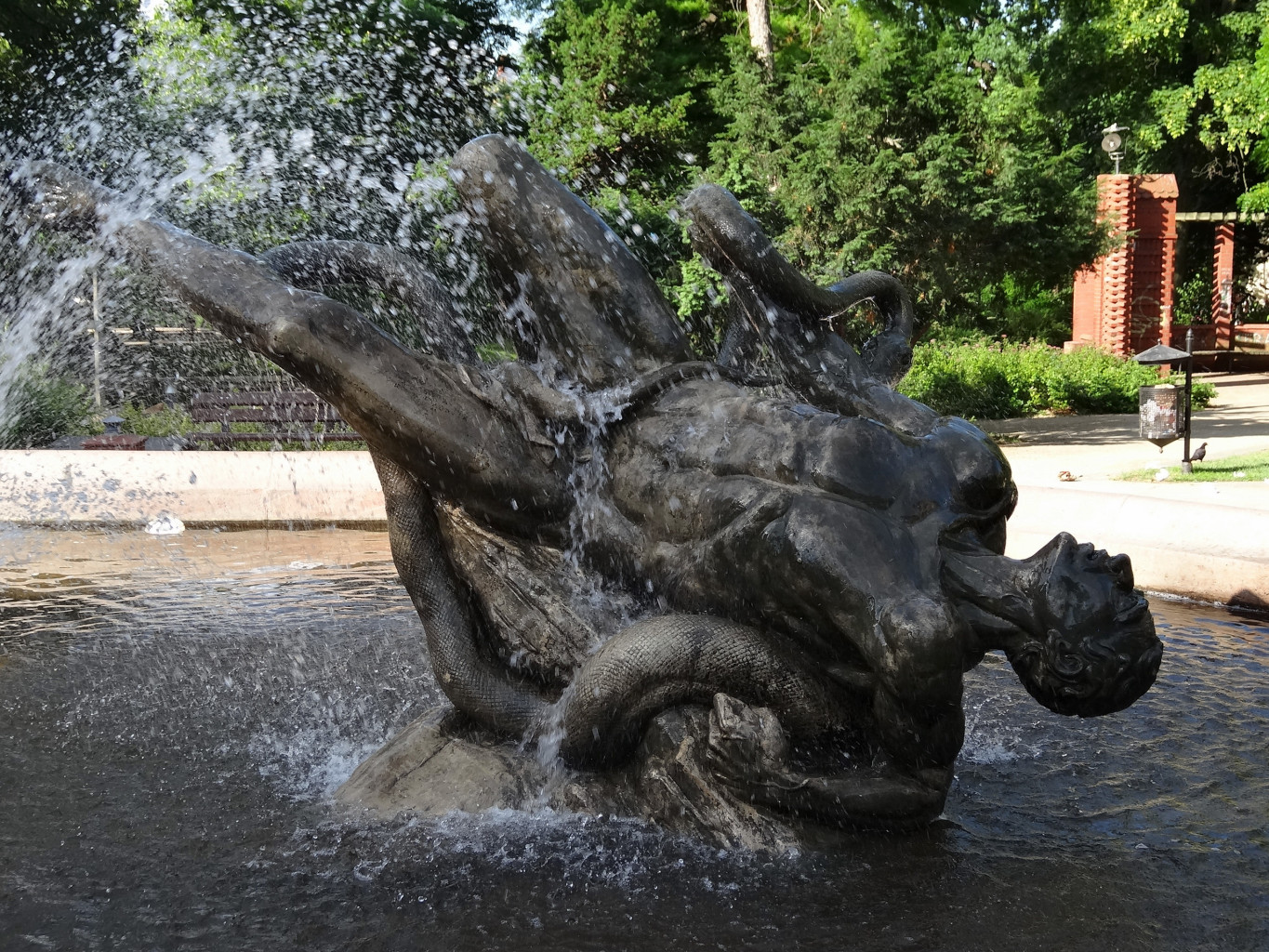
Brunnendetails
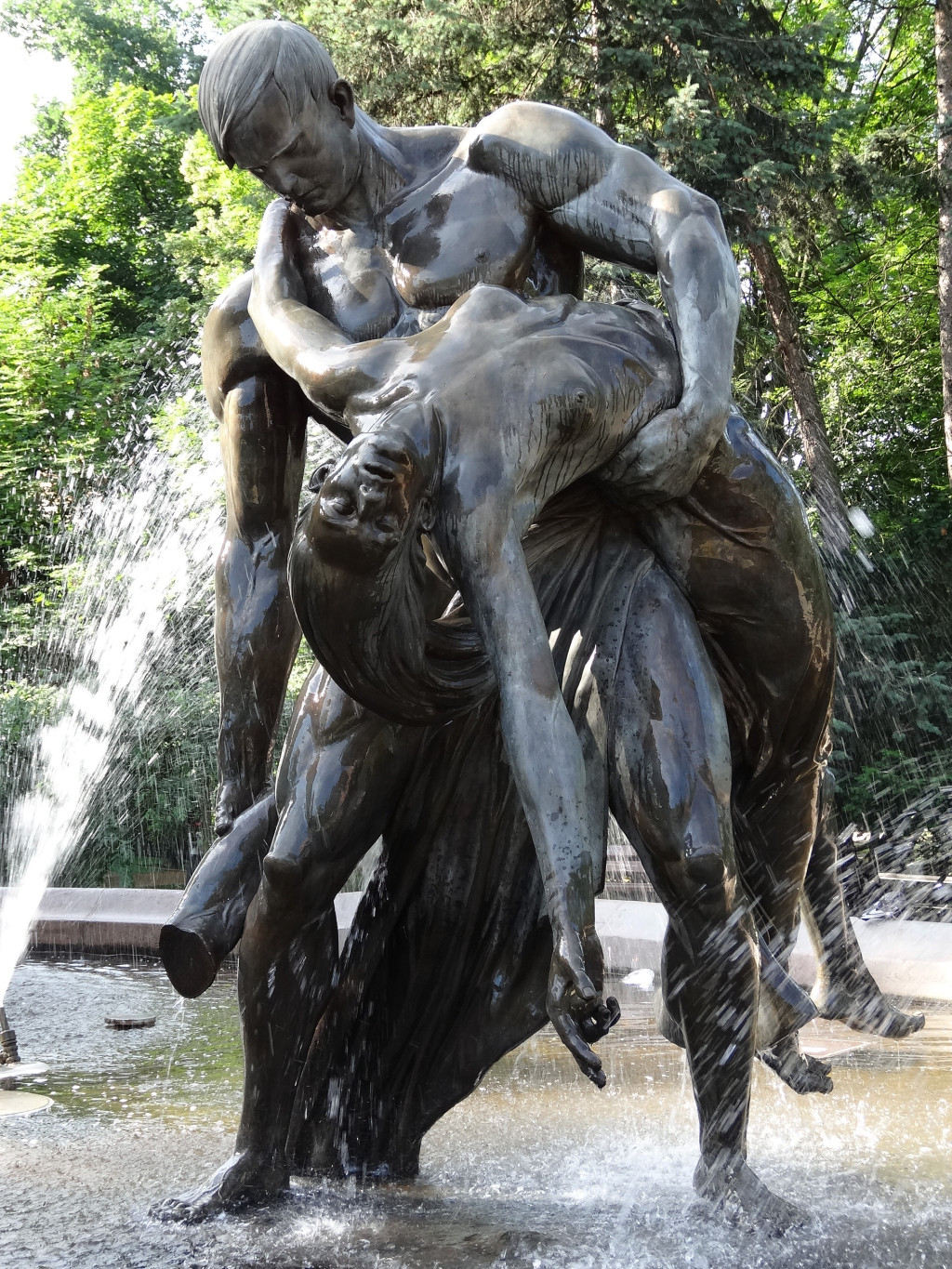
Brunnendetails

## Kopien
Nach der Aufstellung des Sintflutbrunnens in Bromberg hatte Professor Lepcke für zwei weitere deutsche Städte, Eisleben und Coburg, Sintflutbrunnen gefertigt. Beim Coburger Brunnen wurde 1906 allerdings nur die Hauptgruppe aufgestellt. Der Sintflutbrunnen in Eisleben wurde 1916 vom ortsansässigen Dampfmaschinen-Fabrikanten Weitzel gestiftet, bestand aus allen drei Figurengruppen, war jedoch eine maßstabsgetreue Verkleinerung. Er sollte bereits 1918 der Kriegs-Rohstoff-Gewinnung zugeführt werden, war zu diesem Zeitpunkt aber noch Eigentum des Stifters und blieb daher verschont. 1942 wurde er dann aber doch für die Metall-Mobilmachung eingeschmolzen.

## Zerstörung im Zweiten Weltkrieg

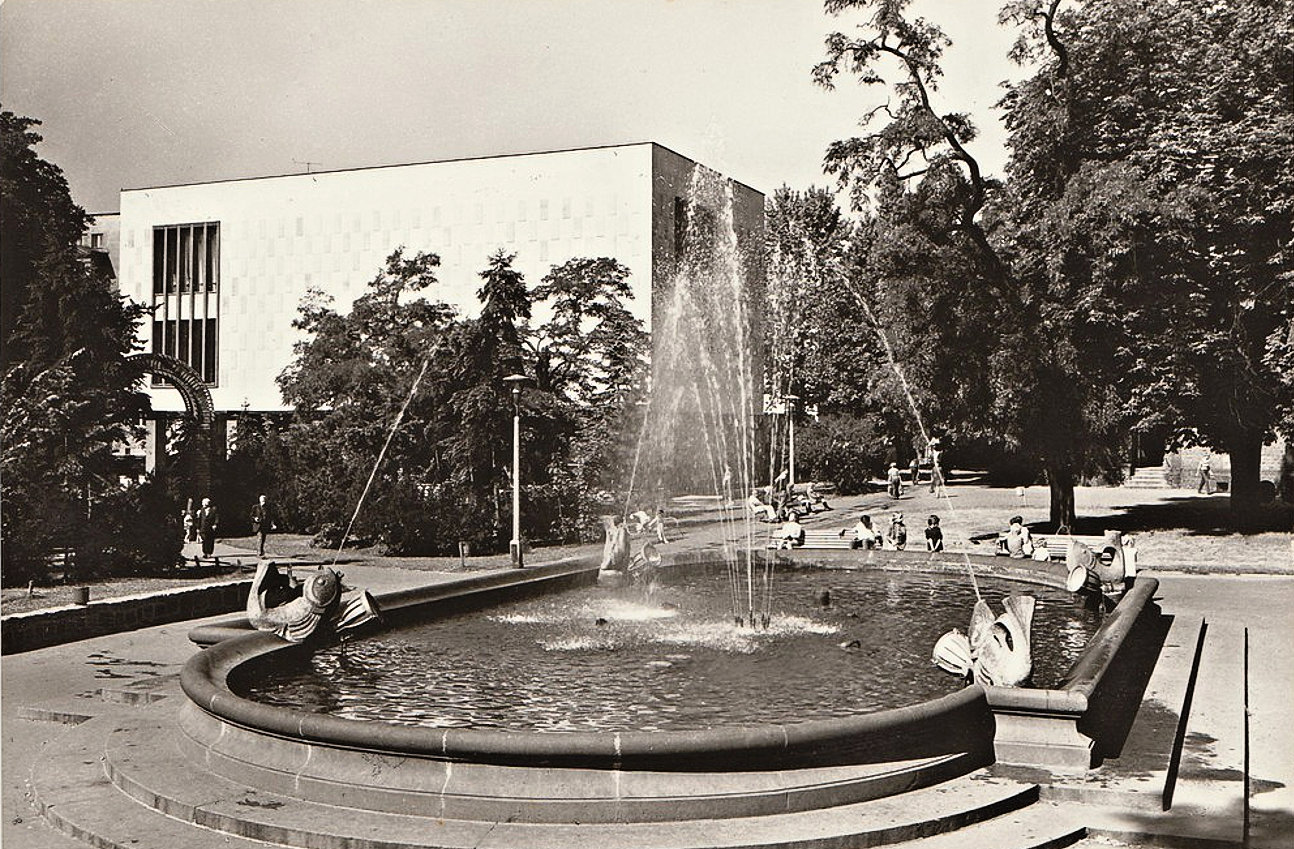
Der Sintflutbrunnen 1975

Das gleiche Schicksal widerfuhr dem Bromberger Sintflutbrunnen am 7. Januar 1943: Zuerst zerstückelten die Schweißer das Bildhauerwerk mit den Brennern, die Teile wurden dann mit Lastkraftwagen zum Einschmelzen abtransportiert. Zurück blieb nur das leere Bassin.

## Wiederaufbau
Auf der Grundlage des Coburger Denkmals wurde 2004 der Wiederaufbauprozess eingeleitet. Am 26. Juni 2014 wurde das Denkmal eingeweiht. Die Kosten für den Wiederaufbau betrugen 2,5 Mio. zł.